# Eckhart Kuijken
Eckhart Kuijken (Dilbeek, 1942) is een Belgisch bioloog, ambtenaar en docent aan de Universiteit Gent.

## Levensloop
Kuijken promoveerde tot licentiaat biologie aan de Rijksuniversiteit Gent. In 1976 promoveerde hij tot doctor in de wetenschappen, met een proefschrift dat handelde over "Oecologie van overwinterende ganzen te Damme (W.Vl.) in Westeuropees verband". Zijn opzoekingen over deze vogels brachten hem tijdens zijn verdere carrière tot contacten in vele landen. De gegevens bijeengebracht tijdens zijn langetermijnmonitoring worden gebruikt zowel in het raam van klimaatsverandering als van het behoud van waterrijke gebieden.
Kuijken werd ambtenaar en kreeg de opdracht in 1986 het Instituut voor Natuurbehoud op te richten, dat hij twintig jaar leidde. Dit instituut fusioneerde in 2005 met het Instituut voor Bosbouw en Wildbeheer (IBW), om samen het Instituut voor Natuur- en Bosonderzoek (INBO) te vormen, waarvan hij administrateur-generaal werd tot aan zijn pensionering.
Zijn expertise strekte zich uit op het gebied van de biodiversiteit, de ornithologie en de ecologie, met nadruk op watervogels en wetlands. In 1977 behoorde hij tot initiatiefnemers van de Biologische Waarderingskaart. In de jaren 1990 was hij betrokken bij het ontwerp van het Duinendecreet.
Hij zette zich in voor de wetenschappelijke onderbouwing van het natuurbeleid en -beheer. De aanwijzing van beschermde gebieden (vb. RAMSAR, Natura 2000, Vlaams Ecologisch Netwerk) was een van zijn grootste streefdoelen, evenals het stimuleren van een groeiend maatschappelijk draagvlak voor milieu, natuur en landschap.

## Academische werkzaamheden
In 1992 werd hij binnen de vakgroep biologie tot docent benoemd aan de Rijksuniversiteit Gent. In 2004 werd hij tot hoofddocent bevorderd.
Hij doceerde er de cursussen "Landschapsecologie en natuurbehoud" en "Natuur- en groenbeheer". Hij bracht aldus verschillende generaties studenten in contact met de problematiek van de biodiversiteit.
Hij was actief als consultant in internationale materies aangaande het natuurbehoud. In het kader van de Raad van Europa werkte hij mee in de groep experten Protected Areas. In het kader van de Europese Unie werkte hij binnen het Biodiversity Platform.
Hij vertegenwoordigde België bij het tot stand komen van de RAMSAR Convention on Wetlands (1971) en van de Convention on Biological Diversity (Rio de Janeiro, 1992). Ook voor andere conventies over flora, fauna en habitats (in Bern, Bonn, AEWA) leverde hij bijdragen.

## Activist
Kuijken werd niet verhinderd door zijn officiële status, om ook als fervent natuurliefhebber in het verenigingsleven een actief engagement te realiseren.
Zo was hij voorzitter van de Belgische jeugdbond voor natuurstudie (1964) en van de vzw Natuurreservaten (1980-1986).
Hij was lesgever binnen het IN(BO) en als voordrachtgever inspireerde hij velen die zich op het pad begaven van de natuurstudie en de natuurbeleving. Zijn studies brachten hem ertoe een erkende specialist te zijn van poldergebieden.
Hij werd ook co-conservator van het reservaat De Gulke Putten in Wingene.

## Personalia
- Zie het gelijknamig hoofdstuk op Sigiswald Kuijken.

## Publicaties
Behoudens uitzondering, zijn de hiernavolgende wetenschappelijke studies het gezamenlijk werk van Eckhart Kuijken en ambtgenoten of collega's.
- Ecologisch onderzoek in de Zeeschelde door het Instituut voor Natuurbehoud : onderbouwing van natuurherstel en natuurontwikkeling, in: Biologisch Jaarboek, 1994.
- Rode lijsten: een onmisbaar instrument in het moderne Vlaamse natuurbehoud, in: De Wielewaal, 1995.
- The state of animal and plant populations in Flanders: a contribution to OECD & EUROSTAT environmental data base, 1996.
- Localisatiestudie en structuurplan stadsrandbos Oostende, 1997. Natuurbehoud te Brussel
- Het instituut voor Nabuurbehoud te Brussel, in: Econieuvvs, 1997.
- Krachtlijnen voor het herstel en de ontwikkeling van duurzame natuur in de IJzervallei, in: Water, 1997.
- Inventarisaties in Vlaanderen: plaats en functie van het Instituut voor Natuurbehoud, in: De levende natuur, 1997.
- Overwinterende ganzen in Noord-West-Vlaanderen in de winter 1995-1996, in: Mergus, 1997.
- Natuurstudie Gentbrugse Meersen, 1999.
- De gewestplannen: planologische hoeksteen voor een duurzame natuur in Vlaanderen, Natuurrapport 1999.
- Patch quality and connectivity influence spatial dynamics in a dune wolfspider, in: Oecologia, 2003.
- Movement dynamics of Canada Geese (Branta canadensis) in Flanders, in: Aves, 2007.
- The onset of spring and timing of migration in two arctic nesting goose populations: the pink-footed goose Anser bachyrhynchus and the barnacle goose Branta leucopsis, in: Journal of avian biology, 2008.